# Dmytro Hordijenko
Dmytro Ołeksandrowycz Hordijenko, ukr. Дмитро Олександрович Гордієнко (ur. 2 marca 1983 w Dniepr (miasto)Dniepropetrowsku) – ukraiński piłkarz, grający na pozycji napastnika, a wcześniej pomocnika.

## Kariera piłkarska

### Kariera klubowa
Wychowanek UFK Dniepropetrowsk oraz klubu Dnipro Dniepropetrowsk, barwy których bronił w juniorskich mistrzostwach Ukrainy (DJuFL). Karierę piłkarską rozpoczął w niemieckim 1. FC Saarbrücken. Latem 2002 powrócił do Ukrainy, gdzie został piłkarzem Prykarpattia Iwano-Frankowsk. Grał również w farm klubie Łukor Kałusz. Na początku 2003 przeszedł do Podilla Chmielnicki. Jesienią 2004 przeniósł się do MFK Mikołajów, ale nie zagrał żadnego meczu w nim, dlatego od zimy 2005 bronił barw Nafkomu Browary. W sezonie 2006/07 występował w klubie Roś Biała Cerkiew. Latem 2008 przeszedł do Enerhetyka Bursztyn. W lipcu 2008 jako wolny agent podpisał roczny kontrakt z FK Lwów, w składzie którego 20 lipca 2008 debiutował w Premier-lidze. Po tym jak klub spadł z Premier-lihi piłkarz w następnym sezonie powrócił do Enerhetyka. W lipcu 2010 przeszedł do Arsenału Biała Cerkiew, a w marcu 2011 powrócił do Enerhetyka Bursztyn.

## Sukcesy i odznaczenia

### Sukcesy klubowe
- mistrz Drugiej lihi Ukrainy: 2004